# Rozhden
ROZHDEN (нар. 18 лютого 1989, Одеса) — український співак та саунд-продюсер.

## Життєпис
Народився 18 лютого 1989 року. Перший викладач по вокалу, до якого він в підлітковому віці потрапив, сказав, що у хлопчика немає музичного слуху, але майбутній співак не припинив займатися музикою. І вже в 17 років його знала вся Одеса, а в 22 – вся Україна. Він заснував власну студію звукозапису і випустив два успішних альбоми, які високо оцінили музичні критики.

### Голос країни 2
У 22 роки став учасником проекту «Голос країни» та дійшов до фіналу в складі команди Діани Арбеніної. Після він випускає дебютний альбом PRAVDA, який приємно здивував музичних критиків і порадував шанувальників своєю пронизливою лірикою і якісним звуком. 

### Національний відбір на Євробачення
У 2016 році iз піснею "Saturn" Рожден потрапив до фіналу Національного відбору на Євробачення, де посів 4-е місце.

### Холостяк 8
Рожден розповів, що він прийшов на шоу для того, щоб створити справжню сім'ю. Хоча він довго вагався перед тим, як стати головним українським "холостяком".

### Сингли
| Рік    | Назва                               | Альбом        |
| Сольно | Сольно                              | Сольно        |
| ------ | ----------------------------------- | ------------- |
| 2014   | «Знаешь»                            | Правда        |
| 2014   | «Пустяк»                            | Правда        |
| 2014   | «Без тебя»                          | Правда        |
| 2014   | «Одинокими»                         | Правда        |
| 2014   | «Не стреляй»                        | Правда        |
| 2014   | «Герой»                             | Правда        |
| 2014   | «Вместо с вами»                     | Правда        |
| 2014   | «Камнями»                           | Правда        |
| 2014   | «Много но»                          | Правда        |
| 2014   | «Летим»                             | Правда        |
| 2014   | «В ритме джунглей»                  | Правда        |
| 2014   | «Проблема»                          | Правда        |
| 2014   | «Кто твой друг»                     | Правда        |
| 2014   | «Правда»                            | Правда        |
| 2017   | «Saturn»                            | Поза альбомом |
| 2017   | «Рядом и вночь»                     | R2            |
| 2017   | «Пена»                              | R2            |
| 2017   | «Останься»                          | R2            |
| 2017   | «Планы на любовь»                   | R2            |
| 2017   | «Найдёт»                            | R2            |
| 2017   | «Полон тобой»                       | R2            |
| 2017   | «Убегай»                            | R2            |
| 2017   | «Неведомо»                          | R2            |
| 2017   | «Каждый день»                       | R2            |
| 2017   | Спільно                             |               |
| 2017   | «Ни ты, ни я» (ROZHDEN feat. L'One) | R2            |

## Громадянська позиція
Замовчує про війну Росії проти України. Його сторінка в Instagram недоступна для користувачів соціальної мережі в Україні.